# Hornbach
För andra betydelser, se Hornbach (olika betydelser).
Hornbach, av företaget skrivet HORNBACH, är en butikskedja i form av ett börsnoterat familjeföretag, grundat 1877, som omfattar över 150 byggvaruhus i Europa. Varuhusen finns i Tyskland, Österrike, Schweiz, Luxemburg, Nederländerna, Tjeckien, Sverige, Slovakien och Rumänien. 
Huvudkontoret för Hornbach ligger i Bornheim i Rheinland-Pfalz, Tyskland, i närheten av den plats där företagets historia en gång började. Koncernens svenska huvudkontor ligger i Göteborg.

## Hornbach i Sverige
Hornbach öppnade sitt första byggvaruhus i Sverige 2003, i Göteborg. Sedan dess har ytterligare sex byggvaruhus öppnats.
Orter med Hornbach-varuhus:
- Göteborg, öppnade år 2003.
- Malmö, öppnade i april 2005.
- Botkyrka strax söder om Stockholm, öppnade 2008.
- Sundbyberg, strax norr om Stockholm, öppnade våren 2012.
- Helsingborg/Väla Södra, öppnade i juli 2013.
- Borås, öppnade 27 september 2018.
- Kristianstad, öppnade 19 september 2019.